# サーキュラー・キー

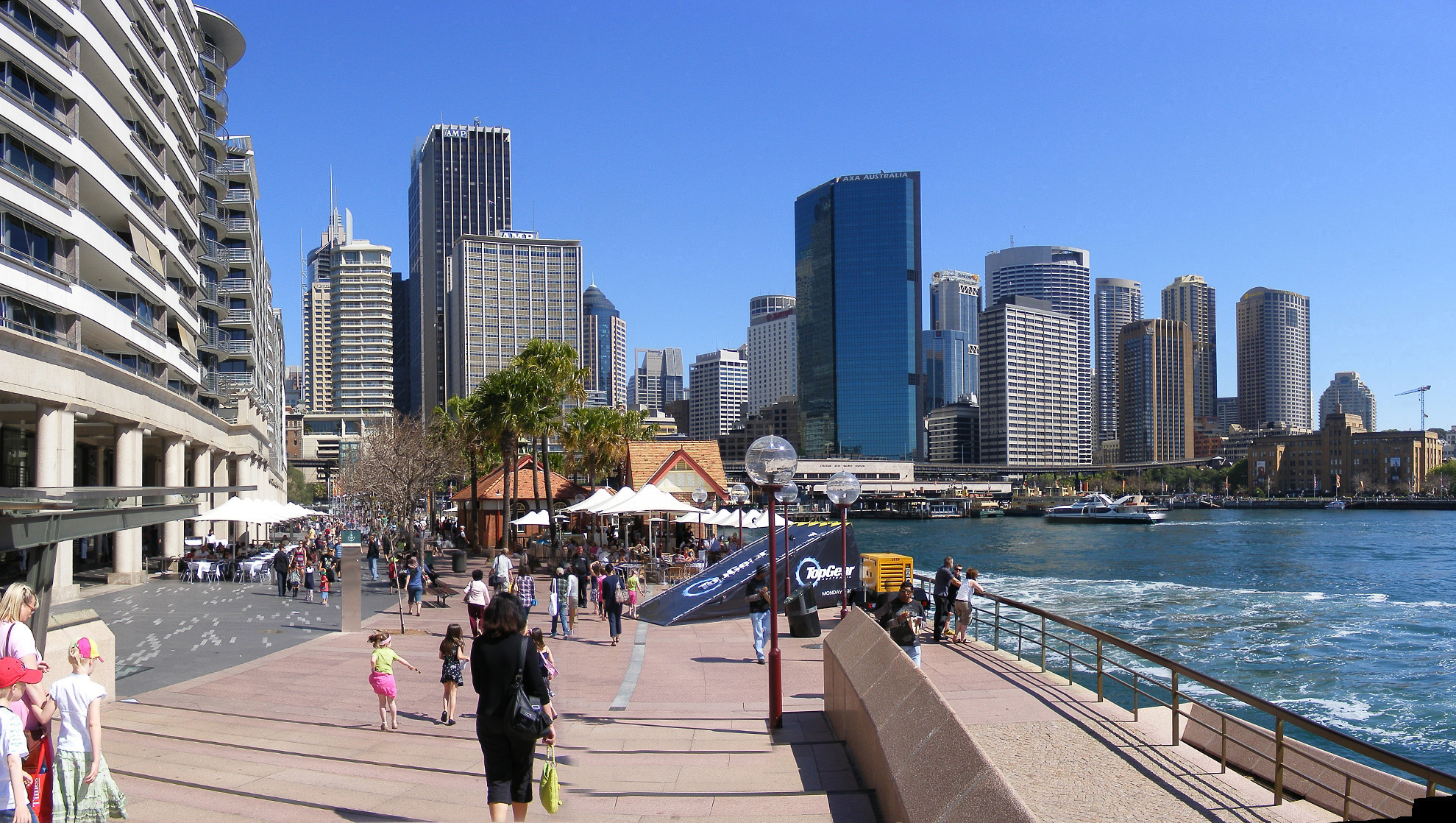
サーキュラー・キー

サーキュラー・キー（Circular Quay）は、オーストラリア・シドニーにある埠頭。シドニー中心業務地区（シドニーCBD）の北縁であり、シドニー湾に面する。ベネロング・ポイント（en）とザ・ロックス（en）の間にある。シティ・オブ・シドニーに属する。
サーキュラー・キーには、歩道が整備され、ショッピングモール、公園、レストランが軒を連ねる。また、シドニー湾を横断するフェリー乗り場、バスターミナル、鉄道駅が設けられていることから、シドニーの交通の中心でもある。

## 歴史

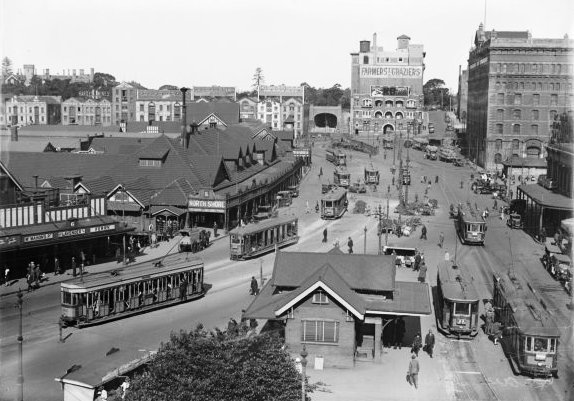
20世紀初頭のサーキュラー・キー。路面電車が行きかう。

シドニー湾に、始めてヨーロッパ人が着いたのは、1788年1月26日のことである。1794年、スコットランド人のトーマス・ムーア・オブ・ハンターズヒル（en）がオーストラリアに流刑を宣告された。ムーアは、ライトフッツ・ファームと呼ばれる農場を経営するとともに、現在のサーキュラー・キーにコテージを持った。ムーアは、1796年に、アメリカ船に乗船し、オーストラリアから脱出している。
その後、サーキュラー・キーは、主に船の波止場として用いられてきたが、ゆっくりと輸送、レジャー、余暇の拠点へと発展していった。
サーキュラー・キーは、もともと「セミ・サーキュラー・キー」として知られていた。その名前の由来は港の形状（半円型）であることに由来する。しかしながら、利便のため、名前は短縮されて使われるようになった。
サーキュラー・キーは、シドニー東部における路面電車の拠点となった。シドニー初の路面電車の開業はピット通りに沿って建設された1861年のことであった。この路線は、セントラル駅からキャッスルリー通りを経由して北上し、サーキュラー・キーを経て、ピット通りを南下するルートで現在のシドニーCBDを反時計回りで運行していた。盛時には、サーキュラー・キーには27本の路面電車が運行で乗り入れていた。

## 交通

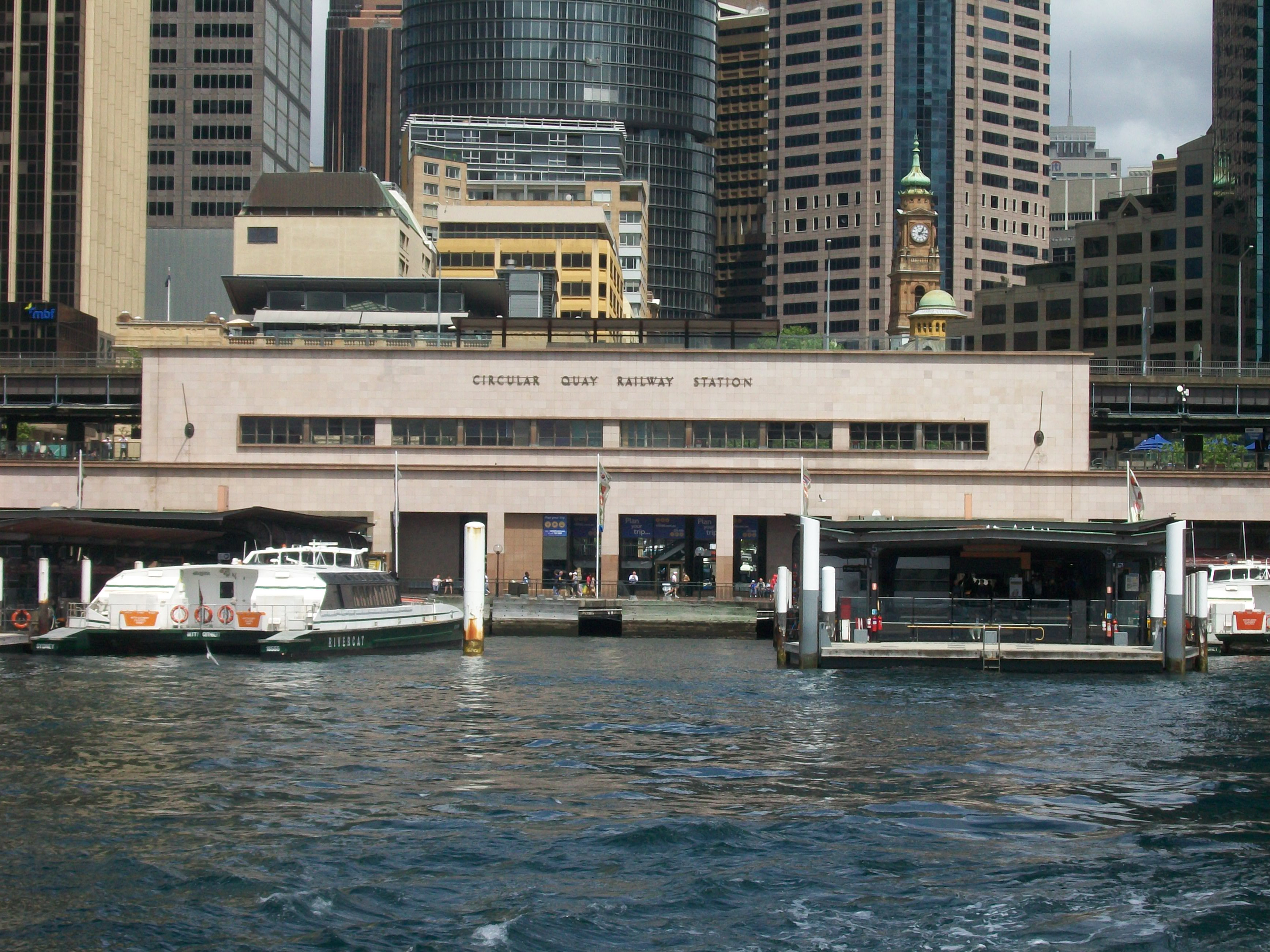
水上から眺めたサーキュラー・キーとサーキュラー・キー駅

現在のサーキュラー・キーは、フェリー、鉄道、バスの結節点として、交通の拠点となっている。シドニー都市圏東部からは、ケイヒル・エクスプレスウェイ（en）がサーキュラー・キーに接続しており、シドニー都市圏北部につながるシドニー・ハーバー・ブリッジへとつながっている。これらの高速道路でバスが運行されている。シドニーのバスは、往時の路面電車の路線をたどる形で運行されている。
1956年1月20日には、シティレールのサーキュラー・キー駅（en）が開業した。サーキュラー・キー駅は、シドニーCBDを環状運転するシティ・サークル（en）の中で唯一の地上駅である。加えて、サーキュラー・キー駅からの眺望は、シティレールの駅の中でもシドニー・オペラハウス、シドニー・ハーバー・ブリッジを同時に眺めることができる。
サーキュラー・キーには、5本の埠頭があり、ダーリングハーバー、モスマン（en）、ワトソンズ・ベイ（en）、マンリー（en）、ニュートラル・ベイ（en）、タロンガ動物園（en）、パラマッタ川（en）へのフェリーが運航されている。

## 文化

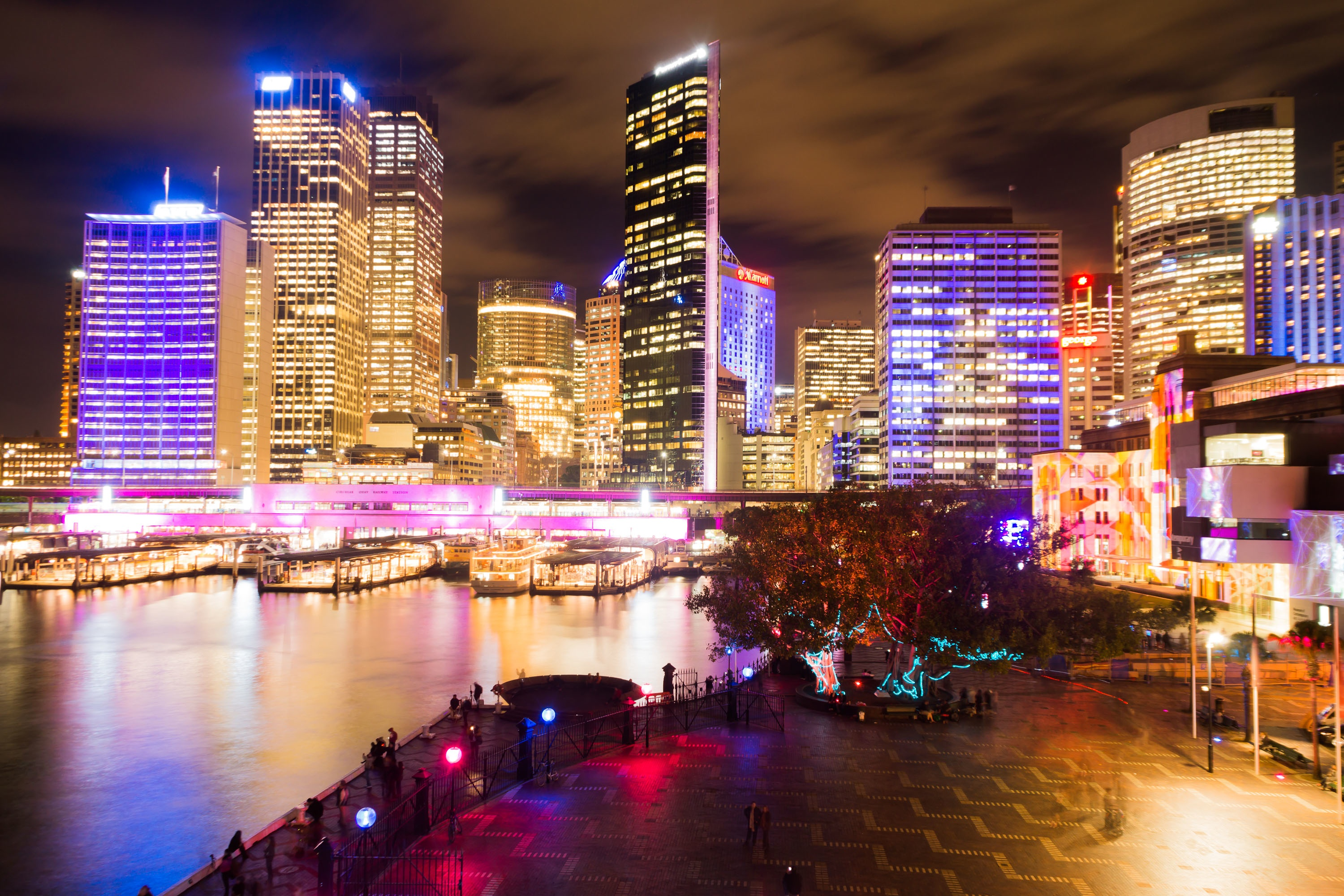
Vivid Sydneyのサーキュラー・キー。シドニーの冬の風物詩。

サーキュラー・キーは、シドニー・オペラハウスとシドニー・ハーバー・ブリッジの中間に位置しているため、シドニーっ子（Sydneysiders）の祝祭の拠点となっている。その一例が、年始を祝うシドニー・ニュー・イヤーズ・イヴ（en）である。
サーキュラー・キーには、シドニー現代美術館、シドニー市立図書館、旧シドニー税関（en）といった建築物がある。また、2006年には、当時のオーストラリアでは最大の屋外展示会であるユナイテッドバディーベアが7週間開催された。